# Salva Dávila
Salva Dávila, nacido con el nombre de Salvador José Davila el 16 de octubre de 1972 en Madrid, España), es músico, cantante, productor y arreglista. 

## Biografía
Salva Dávila nace en Madrid el 16 de octubre de 1972. Le regalan su primer teclado electrónico a muy temprana edad y comienza sus estudios de música en el conservatorio del barrio. Pasa su adolescencia apasionado por los cómics, la electrónica aplicada al sonido, las chicas y la música, y no tanto por los estudios, en los cuales va avanzando a trompicones. En sus años de instituto forma parte de distintas bandas, entre las que cabría destacar a “Sin Rumbo”. Con ellos graba una maqueta y realiza algunas actuaciones en Madrid. Uno de sus cuatro componentes es José Alfonso Lorca, con quien una vez disuelta la banda, graba una maqueta que termina llegando a manos de Miguel Ángel Arenas (“Capi”), productor musical y cazatalentos conocido por haber “descubierto” entre otros a Los Pecos y Alejandro Sanz. En el año 95 y bajo su tutela, firman con Polydor y graban su primer disco con el nombre de “Ciencias Naturales”, junto a la voz de José Alfonso Lorca. La mezcla corre a cargo del experimentado Jesús N. Gómez.
Consiguen colocarse como disco rojo en los 40 y el número dos en su lista de éxitos con En el andén del corazón. Se unen a la gira del “Super 1” y recorren toda la geografía española actuando junto a otros artistas. 
Dos años más tarde vuelven a meterse en el estudio. El ingeniero es nuevamente Jesús N. Gómez. Para varias de las canciones, delega en otras manos que dan como resultado un disco cargado de momentos brillantes en el que se aprecia una evolución, pero lleno también de altibajos. El disco tiene una repercusión aceptable, y Ciencias Naturales comienzan a sonar en América Latina, pero el grupo se disuelve antes incluso de llegar a promocionar allí. Poco antes de su separación, graban unos coros en el último disco de Vainica Doble (Carbono 14), que queda como testamento discográfico de ambos grupos.
Salva, que recuerda aquellos años de Ciencias de manera muy intensa en lo vital, pero muy pobre en cuanto a lo que él considera como “artístico”, desconecta del mundanal ruido de las discográficas y se encierra para seguir componiendo y mejorando como músico y arreglista. De estos años de retiro surge el germen de lo que más adelante sería A mis niñas de 30 años, además de participar en varias formaciones como “Razas de Noche”, junto a los hermanos Gutiérrez (Rafa y Felipe, de Hombres G y Tequila respectivamente) y editar un fanzine literario en Internet (Odd Fuckzine).
En el 2003, lanza un E.P. autoeditado con tres canciones que defiende en varios directos con una banda compuesta entre otros por Pablez y Portu. 
Tres años más tarde participa en la grabación del segundo disco de Llámalopop, interpretando a dúo el tema Qué morbo me da.
Poco después, realiza una edición con algunos de los temas que había estado interpretando en los directos más alguna canción inédita en A mis niñas de 30 años, todo ello compaginado con su participación como arreglista y actor (en el papel de Herodes) en Jesucristo Superstar S. XXI, versión tecno del clásico musical.
A comienzos de 2008, se incluyen tres poemas suyos en el recopilatorio (a cargo de Sergi Puertas) Poesía para Bacterias.

Como actor ha protagoniza la serie para Internet Amor Sobrenatural, escrita y dirigida por el Ezcritor, de la que es además compositor de la cabecera, y en la que se ha incluido su tema Hasta que me atreva y los cortometrajes "Burocracia" (2010) y Crisis (2011) dirigidos por Rosa Márquez. En estos momentos encuentra enfrascado en la grabación de su próximo disco, labor que simultanea con la de productor, músico y arreglista para otros artistas.

## Citas

### Cosas que ha dicho Salva Dávila
- Podría culpar a mi destino o cambiarme de casino porque en este siempre ganas tú  (Podría hablar, incluida en A mis niñas de 30 años).

- Alguien sacó a pasear su perro por el camino de baldosas amarillas. Si se hubiera cagado con algo de orden parecería un tablero de ajedrez. (DestrOZos, poema, 1999).

- La inspiración es ajena al talento. Otra cosa es que sin talento la inspiración suele ser poco interesante. (Entrevista concedida a Pascual Roel, 2004).

- Me centro en las relaciones y evidentemente, ahí la cagamos todos aunque cueste reconocerlo y sea más cómodo hacerse el mártir. Yo me considero una buena persona pero con el tiempo me he dado cuenta de que le hice bien la puñeta a más de una, pensando que era el tipo más honrado del mundo. (Entrevista concedida a Pascual Roel, 2004).

## Discografía
1995: Ciencias Naturales (como Ciencias Naturales)
1. Sesenta días
2. No puedo gritar
3. Ángeles en la habitación
4. En el andén del corazón
5. El poeta enamorado
6. Aniversario Feliz
7. Corazón y medio
8. Oro y pasión
9. Darte calor
10. El dolor

1997: Amor a plazos (como Ciencias Naturales)
1. Como Roma pero al revés
2. Si volviera a nacer
3. Sin cordón umbilical
4. Amor a plazos
5. Trae más vino
6. Niño de papel
7. A la luz de cuatro velas
8. Tan triste que no puedo ni llorar
9. Ahora que te pierdo
10. Una prenda descosida
11. El Ansia
12. Intenta esperar

2003: Hasta que me atreva (en solitario)
1. Hasta que me atreva
2. Me vuelves loco
3. Vaya putada

2006: A mis niñas de 30 años (en solitario)
1. Pétalos trucados
2. Me cuenta
3. La chica de al lado
4. Balas cargadas de deudas
5. Buenos tiempos
6. Podría hablar
7. Inversión evolutiva
8. Entre vino y nicotina
9. Mientras ellas se van